# Kuivajoki
Le fleuve Kuivajoki (finnois : Kuivajoki)   est un cours d'eau dans la région d'Ostrobotnie du Nord en Finlande,.

## Description
Le fleuve Kuivajoki prend sa source du lac Oijärvi.
Ses principaux affluents sont les rivières Kivijoki, Hamarinjoki et qui se jettent dans le lac Oijärvi.
Le fleuve Kuivajoki coule dans la direction sud-ouest à travers le paysage agricole de la municipalité de Ii puis il se jette à Kuivaniemi dans le golfe de Botnie.